# Platges de Serín i La Cagonera
Les Platges de Serín i La Cagonera, se situen en la parròquia de Somió, prop del cap de San Lorenzo, en el concejo de Gijón, Astúries. Forma part de la Costa Central asturiana, sent unes de les poques del concejo de Gijón que presenta proteccón mediambiental per ser LIC.

## Descripció
La platja de Serín és una rectilínia platja, en el jaç de la qual es combinen roques i gruixuda sorra daurada. A causa de la seva ubicació, una miqueta allunyada i al fet que té ombra molt aviat té baixa assistència de banyistes, per la qual cosa a vegades és utilitzada per nudistes. S'accedeix a ella o bé utilitzant el transport urbà de Gijón (línies 14 i 15), o bé a partir de l'ermita de la Providència de Somió.
Per la seva banda la platja de la Cagonera, presenta forma de petxina i se situa a continuació de l'anterior. És utilitzada com a refugi de barques i de pescadors, ja que presenta un escàs arenal, i al temps el difícil del seu accés, que no està urbanitzat, fa que sigui molt poc freqüentada.
Com a serveis només presenten papereres i servei de neteja, a més de senyalització de perill i a l'estiu ajuda i salvament.
Es recomana el bany amb precaució, tenint en compte el seu fons rocós. En els seus voltants es pot practicar la pesca submarina.